# Bouna Sarr
Bouna Sarr (* 31. Januar 1992 in Lyon) ist ein senegalesisch-französischer Fußballspieler auf der Position eines Abwehr- und Flügelspielers. Er gehörte von Oktober 2020 bis Mai 2024 dem FC Bayern München an.

## Vereinskarriere

### Über den FC Gerland und Olympique Lyon zum FC Metz
Bouna Sarr wurde am 31. Januar 1992 als Sohn eines Senegalesen und einer Guineerin in der südostfranzösischen Stadt Lyon geboren. Im Alter von sechs oder sieben Jahren begann er seine Karriere als Fußballspieler in seiner Nachbarschaft beim Amateurklub FC Gerland aus dem 7. Arrondissement von Lyon. Hier durchlief er sämtliche Jugendspielklassen, ehe er im Jahre 2005 in den Nachwuchsbereich des Lyoner Großklubs Olympique Lyon wechselte. Nach einigen Jahren im dortigen Nachwuchs tat sich für den jungen Defensivakteur ein weiterer Wechsel auf; diesmal ging es im Jahre 2009 ins über vier Autostunden entfernte Metz, wo der damals 17-Jährige in der U-19-Mannschaft des FC Metz zum Einsatz kam. Bereits im darauffolgenden Jahr gewann er mit ebendieser Mannschaft die Coupe Gambardella, den französischen Fußballpokal für Jugendvereinsmannschaften. Noch in der Saison 2010/11 debütierte Sarr im Herrenfußball, als er am 16. Februar 2011 vom Trainer der B-Mannschaft, José Pinot, in der 65. Spielminute für Djemel N’Ganvala aufs Spielfeld geschickt wurde. Das Spiel in der viertklassigen CFA endete in einem 2:0-Auswärtssieg des FC Metz B. Dies war zugleich auch Sarrs einziger Auftritt in einem Pflichtspiel einer Herrenmannschaft in der Saison 2010/11.
In der nachfolgenden Saison 2011/12 kam Sarr bereits zu vermehrten Einsätzen in der B-Mannschaft, für die er es bis zum Saisonende auf 18 Ligaeinsätze und sechs -treffer brachte. Im Endklassement rangierte er mit der Mannschaft auf dem fünften Tabellenplatz. Zu seinem Profidebüt kam der zumeist als rechter Abwehrspieler eingesetzte Sarr am 29. Juli 2011, als er von Trainer Dominique Bijotat bei der 0:1-Auswärtsniederlage gegen den FC Tours in der 68. Minute für Pierre Bouby eingewechselt wurde. In den folgenden Wochen kam Sarr zu regelmäßigen Einsätzen, die jedoch ab Anfang September wieder weniger wurden, als er wieder vorrangig in der Reservemannschaft verweilte. Nach sieben Ligaspielen im Herbst, kam er im Frühjahr nur mehr in zwei Meisterschaftsspielen der Profis zum Einsatz und beendete mit diesen die Spielzeit auf dem 18. von 20. Tabellenplätzen, was den Abstieg in die französische Drittklassigkeit bedeutete. In seinem letzten Saisonspiel erzielte er am 18. Mai 2012 beim 1:1-Heimremis gegen den FC Tour in der 33. Spielminute den 1:0-Führungstreffer und somit sein erstes Pflichtspieltor als Profi.

### Stammspieler ab 2012/13
Im Championnat National 2012/13 avancierte Sarr zu einer Stammkraft und wurde vom nunmehrigen Trainer Albert Cartier in 29 von 38 möglich gewesenen Ligapartien eingesetzt, wobei er drei Tore erzielte. Mit einem zweiten Platz im Endklassement (mit sechs Punkten Rückstand auf Meister US Créteil) stieg der FC Metz wieder direkt in die Ligue 2 auf. Hinzu kamen auch noch drei Einsätze in der Coupe de la Ligue 2012/13, in der der FC Metz erst in der dritten Runde nach einer 0:3-Niederlage gegen den SC Bastia ausschied. Beim frühen Ausscheiden seiner Mannschaft in der Coupe de France 2012/13 wurde Sarr nicht berücksichtigt; in diesem Bewerb gab er allerdings bereits im Vorjahr sein Debüt, als er mit dem Team bereits in der ersten Runde gegen den FC Évian Thonon Gaillard ausschied. Des Weiteren brachte es der 1,77 m große Defensivakteur auch zu vier Ligaeinsätzen und einem -tor für die B-Mannschaft, die in der Endtabelle, auf dem 16. Platz rangierend, in die fünfthöchste Fußballliga des Landes abstieg.
Der in der nachfolgenden Saison 2013/14 von Cartier weiterhin als Stammkraft, dabei vorwiegend auf diversen Mittelfeldpositionen, eingesetzte Sarr verhalf seiner Mannschaft zum direkten Durchmarsch in die Ligue 1. Bei 28 Ligaeinsätzen kam er einmal zum Torerfolg und machte fünf Torvorlagen für seine Teamkameraden. Hinzu kam auch noch ein Einsatz in der Coupe de la Ligue 2013/14, in der die Mannschaft bereits in der ersten Runde gegen den SM Caen unterlag. Bereits ab der zwölften Spielrunde war der FC Metz Tabellenführer und hielt diesen Tabellenplatz bis zur 38. und letzten Runde, nach der man mit elf bzw. zwölf Punkten Rückstand auf die beiden Verfolger RC Lens und SM Caen französischer Zweitligameister wurden und zusammen mit den beiden anderen Vereinen in die Höchstklassigkeit aufstieg.
In der Spielzeit 2014/15 kam Sarr vor allem als Rechtsaußen zum Einsatz, spielte aber auch auf diversen anderen Positionen, half im offensiven Mittelfeld aus und war sogar als hängende Spitze im Einsatz. Nachdem er in den vergangenen Jahren zwar mit regelmäßigen Einsätzen aber noch mit weniger Spielzeit betraut wurde, agierte er vor allem ab dem Jahresanfang 2015 als konstanter Leistungsträger auf den Flügeln. Ab dieser Zeit war der FC Metz auch schon in den Abstiegskampf verwickelt und rangierte nach Runde 20 bereits auf dem letzten Tabellenplatz. Obgleich der nunmehrigen Einsätzen Sarrs von Beginn an und über die volle Spieldauer konnte auch er seiner Mannschaft nicht von den hinteren Tabellenplätzen verhelfen und beendete die Saison mit dieser auf dem 19. und damit vorletzten Tabellenplatz, was einen Abstieg zurück in die Ligue 2 bedeutete. Bei 30 Ligaeinsätzen brachte es der 1,77 m große Flügelspieler auf zwei Treffer und drei Vorlage; anders als noch in den Jahren zuvor kassierte er auch mehr gelbe Karten. Zu einem weiteren Treffer brachte er es in der Coupe de France 2014/15, als er im Zweitrundenspiel gegen die US Avranches den Treffer zum 2:0 beisteuerte. Selbst kam er in zwei der drei Pokalspiele seines Teams zum Einsatz und absolvierte auch eines der zweiten Ligapokalspiele dieser Saison, bei dem ihm unter anderem eine Torvorlage gelang.

### Wechsel zu Olympique Marseille
Am 3. Juli 2015 gab der französische Erstligist Olympique Marseille die Verpflichtung Sarrs bekannt und wartete zu diesem Zeitpunkt nur noch auf das Ergebnis der medizinischen Tests. Nachdem dieses positiv ausgefallen war, wurde drei Tage nach der Ankündigung die fixe Vertragsbindung vermeldet. Dabei unterfertigte Sarr einen Fünfjahresvertrag und es wurde eine kolportierte Ablösesumme von rund 1,5 Millionen Euro fällig. Nachdem er bereits in der Saisonvorbereitung positiv auffiel und bei den Freundschaftsspielen zwei Tore für seinen neuen Arbeitgeber beisteuerte, setzte ihn Trainer Marcelo Bielsa gleich im ersten Saisonspiel 2015/16 ein; hier kam er bei der 0:1-Auswärtsniederlage gegen den SM Caen in Minute 65 als Ersatz für Mario Lemina auf den Rasen. Auf der bereits stark besetzten rechten Seite (unter anderem durch Florian Thauvin als Rechtsaußen oder Javi Manquillo, Mauricio Isla oder Brice Dja Djédjé auf der rechten Abwehrseite) war es für Bouna Sarr nicht einfach den Durchbruch zu schaffen und sich als Stammspieler zu beweisen. Dennoch brachte er es auf 25 Einsätze in der höchsten Fußballliga des Landes, war aber hauptsächlich als Ersatzspieler angedacht. In der Liga erzielte er zwei Tore und bereitete eines vor. Am 17. September 2015 gab Sarr auch sein Debüt in der UEFA Europa League, als er im ersten Gruppenspiel der Gruppe F in der 75. Spielminute für Romain Alessandrini eingewechselt wurde. Von den nachfolgenden sieben Europa-League-Spielen seiner Mannschaft schaffte er lediglich in zwei zu Kurzeinsätzen. Mit dem Klub aus Marseille schied er im Sechzehntelfinale gegen Athletic Bilbao aus. Zu weiteren Pflichtspieleinsätzen brachte es Sarr in dieser Saison auch noch in der Coupe de France 2015/16, in der er selbst in drei Partien spielte und mit der Mannschaft ins Finale einzog, dieses allerdings mit 2:4 gegen Paris Saint-Germain verlor. Auch im Coupe de la Ligue 2015/16 brachte er es zu zwei Einsätzen, erzielte im Achtelfinale ein Tor und schied mit dem Team im Viertelfinale erst in der Verlängerung gegen den FC Toulouse aus.
Mit Olympique Marseille, das die Saison 2015/16 auf dem 13. Tabellenplatz beendete, schaffte er es 2016/17 auf Platz 5, kam aber selbst zu noch etwas weniger Spielzeit, als noch eine Saison zuvor. Nachdem er bereits unter Marco Bielsa, Interimstrainer Franck Passi und dessen Nachfolger José Miguel González nur als Ersatzspieler fungierte, änderte sich dies auch nach der abermaligen Verpflichtung Passis als Cheftrainer nicht. Während er unter Passi zwar noch teilweise über die volle Spieldauer eingesetzt wurde, setzte dessen Nachfolger Rudi Garcia ihn nur mehr als Ersatzspieler und zumeist nur über wenige Minuten kurz vor Spielende ein. Bis zum Saisonende kam Sarr auf eine Bilanz von 26 Ligaspielen und zwei Torvorlagen. Hauptsächlich kam er in diesem Jahr als Linksaußen zum Einsatz und teilte sich diese Position unter anderem mit der torgefährlichen Stammkraft Lucas Ocampos. In der Coupe de France 2016/17, wie auch in der Coupe de la Ligue 2016/17 schied Olympique Marseille im Achtelfinale aus; während er im Pokal im Erstrundenspiel auflief, absolvierte er im Ligapokal zwei Partien und erzielte ein Tor.

### Europa-League-Finalist mit Marseille

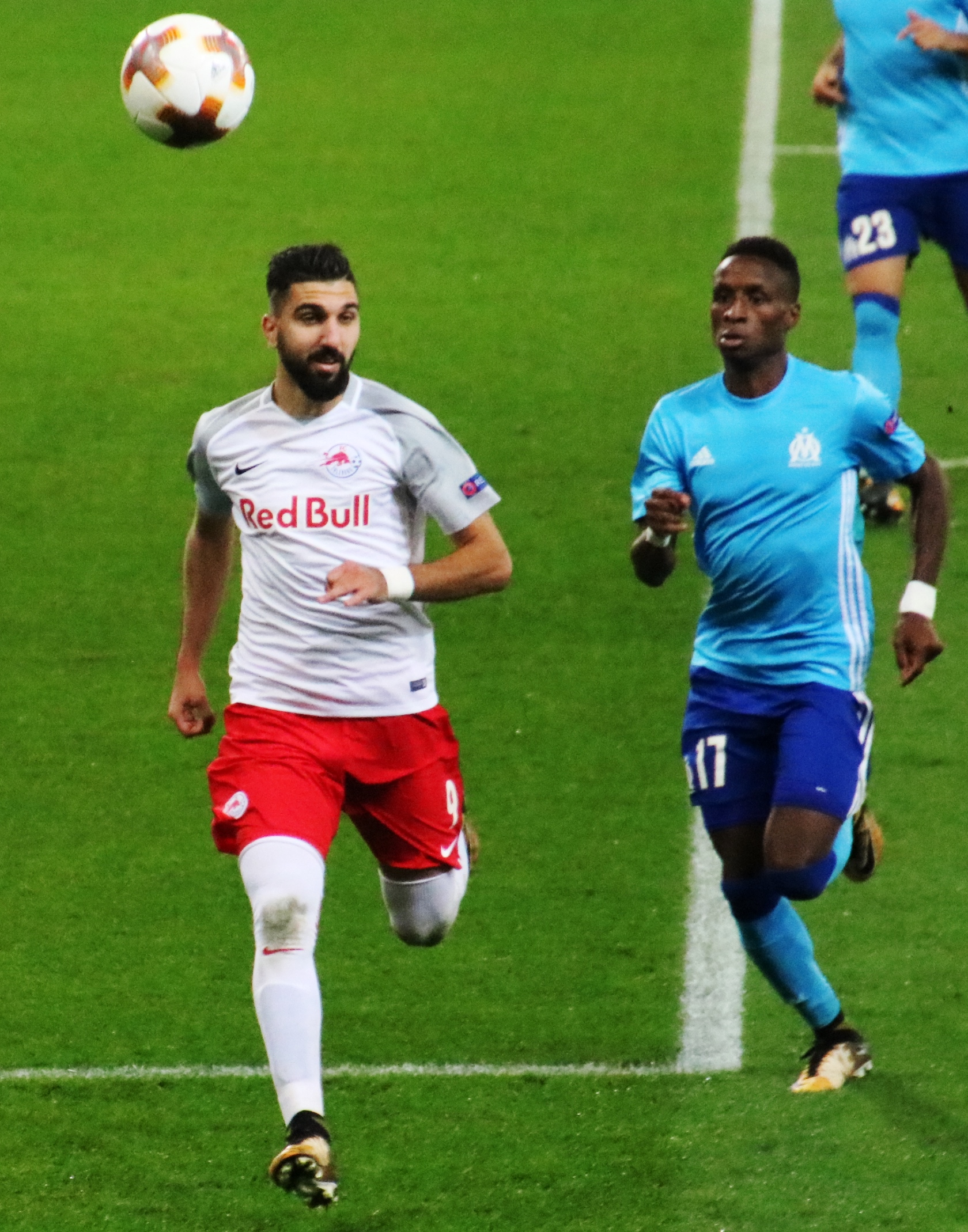
Bouna Sarr (rechts) im Hinspiel des Europa-League-Gruppenspiels gegen Red Bull Salzburg; links = Munas Dabbur (2017)

In die Ligue 1 2017/18 startete Sarr noch verhalten und brachte es in der ersten Hälfte zumeist nur zu Kurzeinsätzen oder saß uneingesetzt auf der Ersatzbank. Auch in der Qualifikation zur Europa League 2017/18 wurde er von Garcia nicht berücksichtigt. Anders hingegen verlief es für ihn nach erfolgreicher Qualifikation; Sarr, der in dieser Saison seine Position als Rechts- bzw. Linksaußen abgab und fortan als Rechtsverteidiger auflief, wurde in allen 15 Europa-League-Spielen seiner Mannschaft ab der Gruppenphase eingesetzt. Als Zweiter der Gruppe I hinter Red Bull Salzburg zog die Mannschaft ins Sechzehntelfinale ein und bezwang in diesem Sporting Braga. Danach folgten Siege über Athletic Bilbao im Achtelfinale, RB Leipzig im Viertelfinale und abermals Red Bull Salzburg im Halbfinale. Bei der anschließenden 0:3-Finalniederlage gegen Atlético Madrid am 16. Mai 2018 spielte Sarr ebenfalls über die vollen 90 Minuten durch. In der Liga lief es ab dem neuen Jahr 2018 ebenfalls erfolgreich, wobei er zumeist als Stammspieler auf der rechten Seite der Abwehrreihe fungierte und diese Saison mit der Mannschaft auf dem vierten Platz beendete. Insgesamt kam er in dieser Saison in 48 Pflichtspielen zum Einsatz; davon 29 in der Liga, 15 in der Europa League, drei in der Coupe de France 2017/18 und eines in der Coupe de la Ligue 2017/18. In den beiden letztgenannten Bewerben schied er mit seiner Mannschaft im Viertel- bzw. Achtelfinale aus. Aufgrund seiner konstant starken Leistung als Rechtsverteidiger wurde Bouna Sarrs im Jahre 2020 auslaufender Vertrag mit Olympique Marseille Anfang Mai 2018 vorzeitig um zwei weitere Jahre bis 30. Juni 2022 verlängert.

### Wechsel zum FC Bayern München
Anfang Oktober 2020 wechselte Sarr kurz vor dem Ende der Transferperiode in die Bundesliga zum FC Bayern München und unterschrieb dort einen Vertrag bis 2024. Im Gegenzug wechselte Michaël Cuisance auf Leihbasis für eine Saison nach Marseille. Am 12. Mai 2024, vor dem Anpfiff des letzten Heimspiels gegen den VfL Wolfsburg, wurde er gemeinsam mit Eric Maxim Choupo-Moting von den Bayern verabschiedet. Seitdem ist er vereinslos.

## Nationalmannschaftskarriere
Am 30. Dezember 2014 wurde Sarr, der sowohl für Frankreich als auch für Senegal und Guinea spielberechtigt wäre, erstmals in die guineische Fußballnationalmannschaft einberufen. Unter Trainer Michel Dussuyer sollte er am zwischen Januar und Februar 2015 stattfindenden Afrika-Cup 2015 teilnehmen, entschied sich aber selbst gegen eine Teilnahme und bekundete, bei seinem Verein, damals noch der FC Metz, bleiben zu wollen.
Etwas mehr als drei Jahre später stand Sarr laut diversen Medienberichten bereits kurz vor einer Einberufung in die Nationalmannschaft Frankreichs. Der französische Nationaltrainer Didier Deschamps sollte ihn für die freundschaftlichen Länderspiele im März 2018 nominieren; dazu kam es jedoch nicht.
Ende April 2018 wurde Sarr auch erstmals in die Nationalmannschaft des Heimatlandes seines Vaters einberufen, schlug diese Einladung jedoch aus, da er für Frankreich starten wollte. Senegal hatte ihm eine mögliche Teilnahme an der Weltmeisterschaft 2018 in Aussicht gestellt. Im Herbst 2021 konnte er schließlich doch überzeugt werden und er stimmte einer Nominierung diesmal zu. Im Oktober 2021 gab er daraufhin in der WM-Qualifikation gegen Namibia sein Debüt für den Senegal.
Mit Senegal gewann er den Afrika-Cup 2022. Es war der erste Gewinn des Afrika-Cups für den Senegal. Sarr war im Turnier Stammspieler. Im Finale gewann Senegal gegen Ägypten nach einem 0:0 im Elfmeterschießen. Sarr scheiterte dabei mit seinem Elfmeter am ägyptischen Torwart Abou Gabal.
Im September 2022 musste sich Sarr einer Operation an der Patellasehne unterziehen. Er verpasst daher eine Nominierung für den senegalesischen Kader bei der Fußball-Weltmeisterschaft 2022 in Katar.

## Erfolge
Nationalmannschaft
- Afrika-Meister: 2022

FC Metz
- U19-Cup-Sieger 2010
- Vizemeister des Championnat de France National und Aufstieg in die Ligue 2: 2013
- Meister der Ligue 2 und Aufstieg in die Ligue 1: 2014

Olympique Marseille
- Finalist der Coupe de France: 2016
- Finalist der UEFA Europa League: 2018

FC Bayern München
- Deutscher Meister: 2021, 2022, 2023
- FIFA-Klub-Weltmeister: 2020
- DFL-Supercup-Sieger 2021, 2022